# KOI-2474
Désignations
KOI-2474 est une étoile variable à rotation de la constellation du Cygne,. Elle est une étoile naine d'un rayon de 0.70 rayon solaire ainsi qu'une température de surface de 5469.95 K. Cette étoile se situe dans un système avec l'exoplanète KOI-2474.01, ce système se situe à 1 825 années-lumière de la Terre.